# Carlos Alberto Rentería
Carlos Alberto «Beto» Rentería Mantilla (Tuluá, 11 de marzo de 1945 - ibídem 16 de septiembre de 2020) fue un narcotraficante y criminal colombiano. 
El gobierno de los Estados Unidos creía que antes de su muerte, Rentería ocupaba un alto rango dentro del desaparecido Cartel del Norte del Valle, y el director de la Oficina de Control de Activos Extranjeros, Adam Szubin, lo calificó como "uno de los narcotraficantes más poderosos y sofisticados de Colombia". La Procuraduría General de la Nación y la Policía Nacional lo acusaban de tráfico de drogas, lavado de dinero y asesinato.

## Rol en el cártel del Norte del Valle
Rentería participaba en la toma de decisiones del cártel en aspectos de transporte de cargamentos de drogas, soborno de funcionarios, y asesinatos. También operaba con su propia organización, capaz de realizar envíos de cocaína de varias toneladas.

## Acciones gubernamentales en su contra

### Aplicación de la ley
Si bien se cree que estuvo involucrado en el tráfico de drogas desde la década de los 80, la primera acusación en su contra fue hecha en 1994, en Florida, acusándolo de porte y distribución de cocaína en Estados Unidos. En 2004, se abrió una acusación formal en el Tribunal del Distrito de Columbia, acusando a Rentería de violar la Ley RICO. Además de las acusaciones, se ofreció una recompensa de $5 000 000 por información que condujera a su captura.

### Propiedades ilícitas
A partir del 17 de marzo de 2005, el Departamento del Tesoro de los Estados Unidos anunció sus primeras acciones dirigidas a incautar las propiedades financieras de Rentería. Las organizaciones fachada que iban desde agrícolas, clínicas, hoteles, firmas de abogados y hasta la selección colombiana de fútbol Cortuluá.
Se cree que el dinero del criminal contribuyó significativamente al crecimiento económico de la zona, ya que se comenzaron a construir operaciones comerciales, hoteles y clínicas, la mayoría construidas para lavar su dinero.
En septiembre de 2010, la DIJIN decomisó 34 propiedades en Cartagena, Bogotá y varias ciudades de la Región Caribe.

### Captura y extradición a los Estados Unidos
El 5 de julio de 2010, con ayuda del MI6, la Oficina Nacional Antidrogas (ONA) lo detuvo en Lechería, Anzoátegui, Venezuela, para después ser extraditado doce días después, el 13 de julio.

## Muerte
En febrero de 2018, a sus 72 años, se le permitió regresar a Colombia para ser re-capturado por el CTI y después recluido en La Picota. No se supo nada de él hasta el 16 de septiembre de 2020, durante una visita a sus conocidos en el Barrio Sajonia de Tuluá, cuando sicarios de una agrupación desconocida se acercaron a su hogar y le dispararon, asesinándolo en el lugar.

## Cultura popular
Rentería es retratado por el actor colombiano Luis Fernando Montoya como el personaje de «El Primo», en la segunda temporada de la serie de Caracol Televisión El Cartel como el primo de Milton Jiménez «El Cabo» (Wilber Varela «Jabón»), aunque, en dicha serie, «El Primo» es asesinado en Venezuela por el corrupto general Morales